# Alexandra Maria Lara
Alexandra Maria Lara, rojena Plătăreanu, romunsko - nemška igralka * 12. november 1978 Bukarešta, Romunija.
Rodila se je v Romuniji leta 1978, z družino pa se je leta 1983 preselila v Zvezno republiko Nemčijo. Leta 1997 je končala srednjo šolo na Französisches Gimnaziji v Berlinu. Nato je študirala na berlinski igralski šoli Schauspielschule Charlottenburg, ki jo je ustanovil njen oče Valentin Plătăreanu. Na univerzi je diplomo opravila leta 2000.
Od sredine devetdesetih je igrala predvsem v televizijskih nadaljevankah in filmih, leta 2001 pa je prejela dobre kritike za nastop v eni glavnih vlog v nagrajeni produkciji Predor. Leta 2004 je igrala Traudl Junge, zadnjo zasebno tajnico Adolfa Hitlerja v filmu Propad. Tri leta kasneje je glavno vlogo zaigrala v filmu Mladina stoletnice v režiji Francisa Forda Coppole. Med drugim je tudi igrala v filmih Baader-Meinhof (2008) in The Lektor (2008).
Bila je v žiriji glavnega tekmovanja na 61. Cannes IFF (2008).